# Sanctuaire de Kalwaria Zebrzydowska
Le sanctuaire de Kalwaria Zebrzydowska se trouve en Pologne, à une distance de près de 40 km au sud-ouest de Cracovie et à 15 km à l'est de Wadowice. Le sanctuaire est constitué d'une basilique baroque dédiée à Notre-Dame des Anges, d'un couvent des Frères mineurs franciscains, et d'une série de chapelles en style baroque et maniériste distribuées le long de six kilomètres et dédiées à la Passion de Jésus et à la vie de la Vierge.
En 1999, le sanctuaire de la Passion et de la Vierge de Kalwaria Zebrzydowska a été inscrit par l'UNESCO sur la liste du patrimoine mondial.

## Galerie

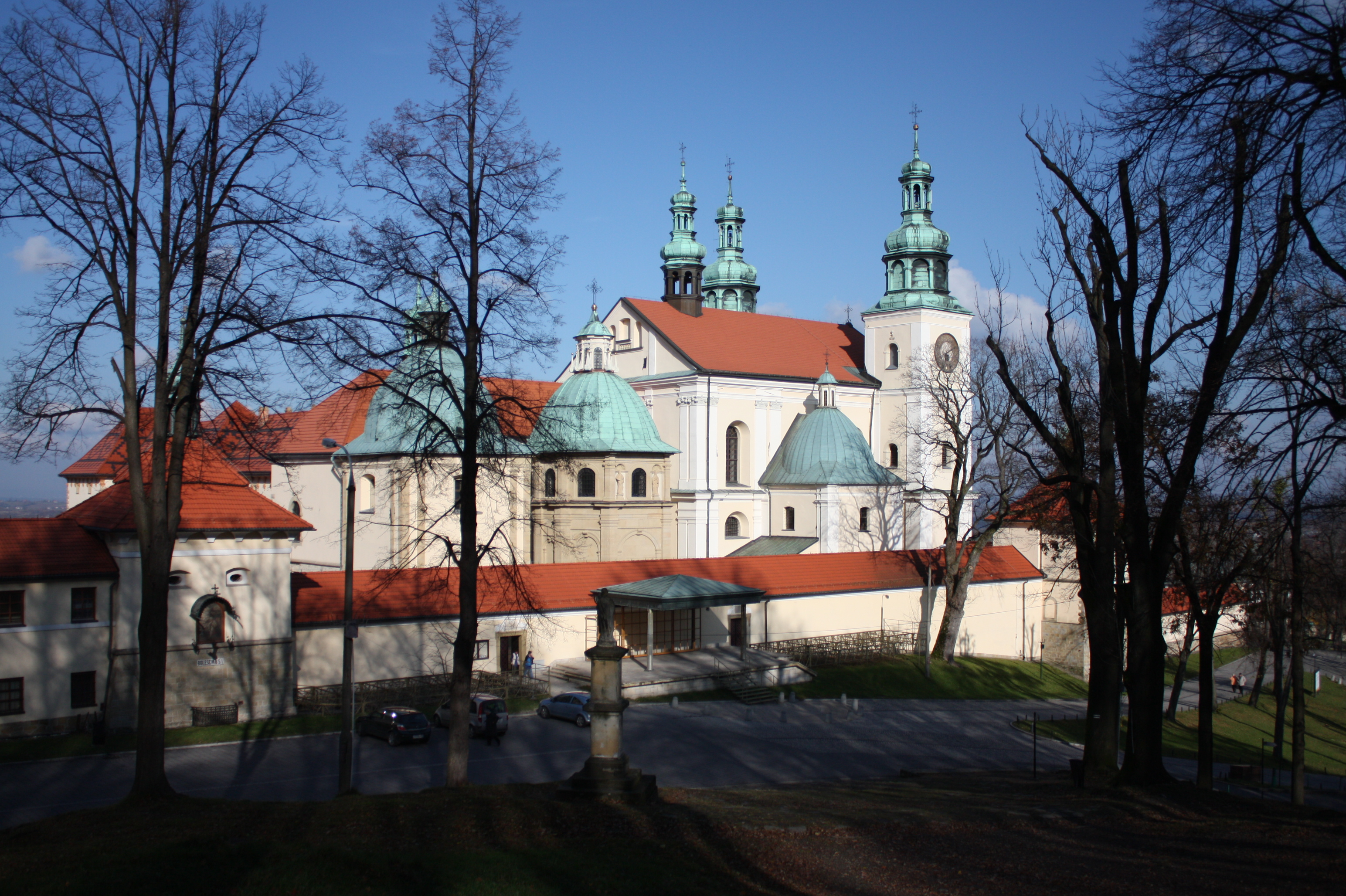
Basilique N.-D.-des-Anges de Kalwaria Zebrzydowska.
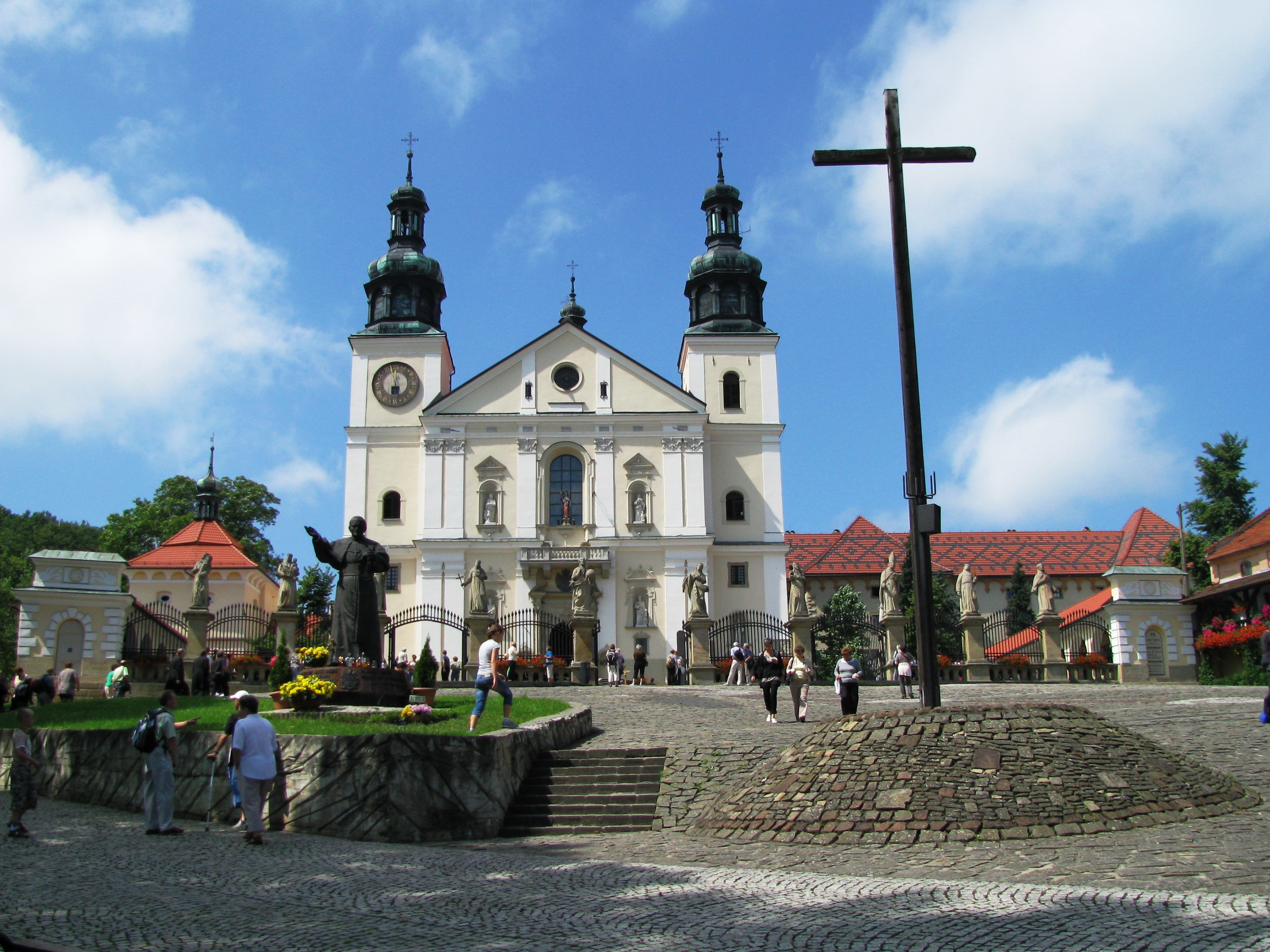
Façade de la basilique et statue de saint Jean-Paul II.
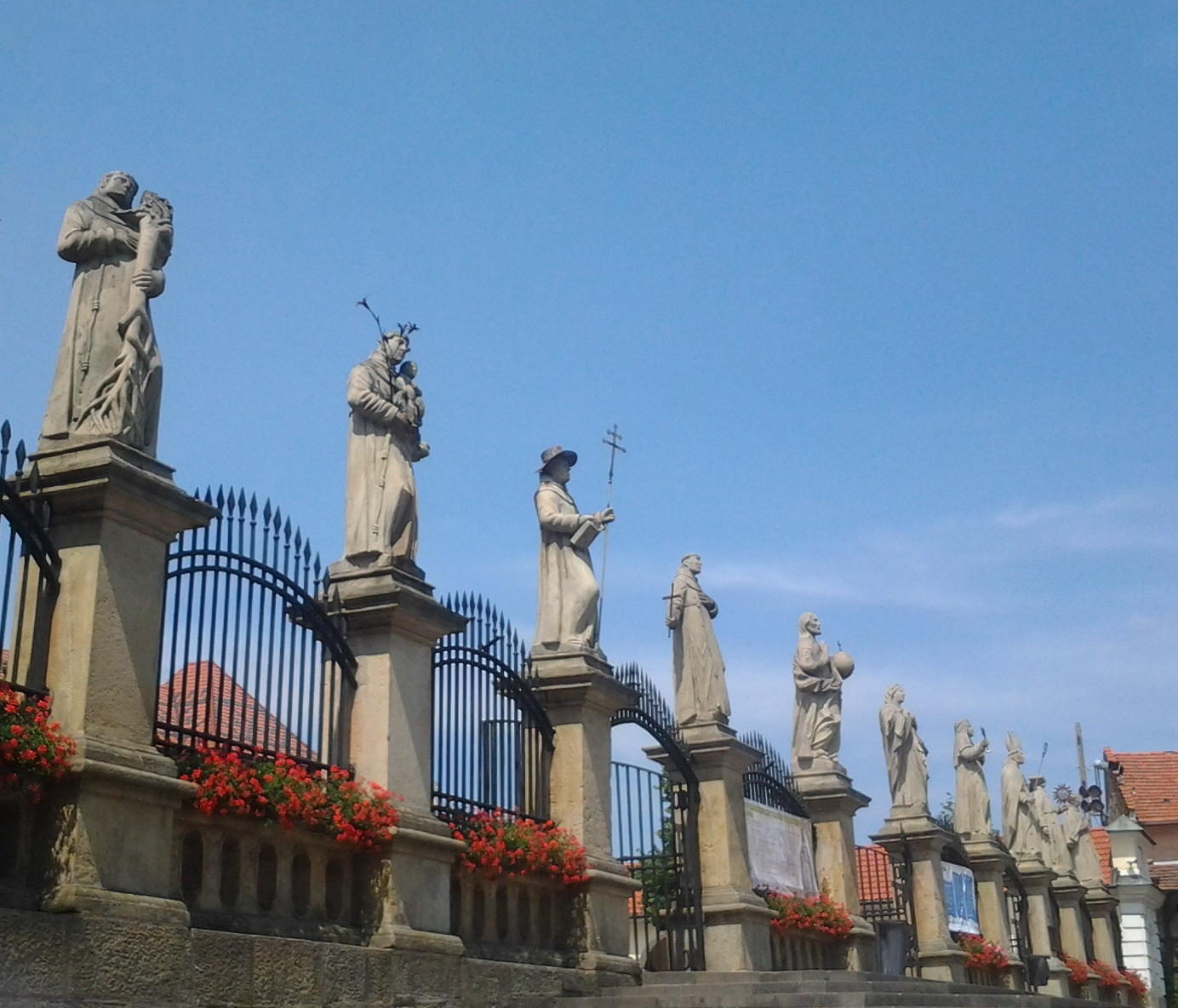
Galerie de saints sur la grille face à l'entrée de l'église.
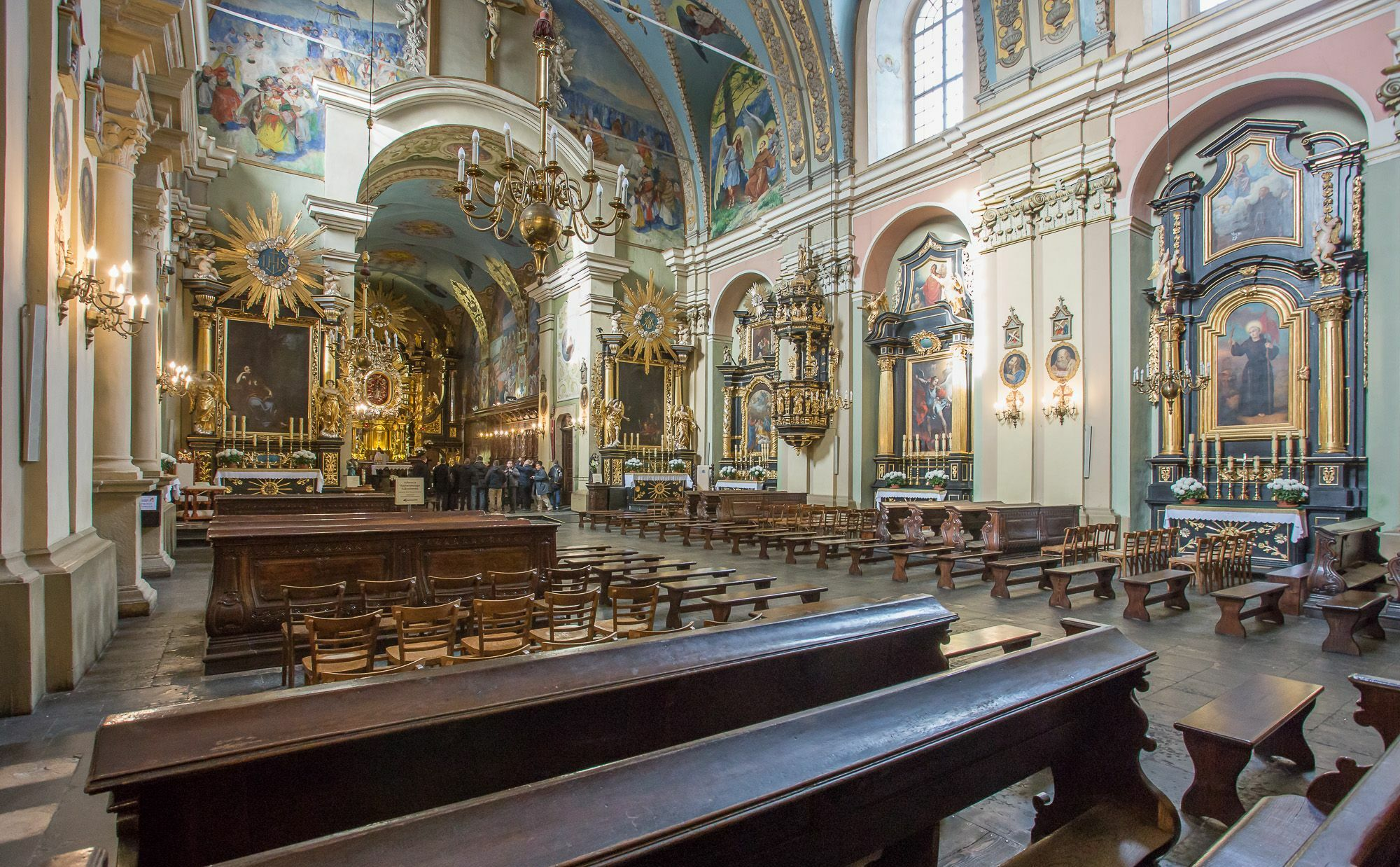
Vue globale de l'intérieur.
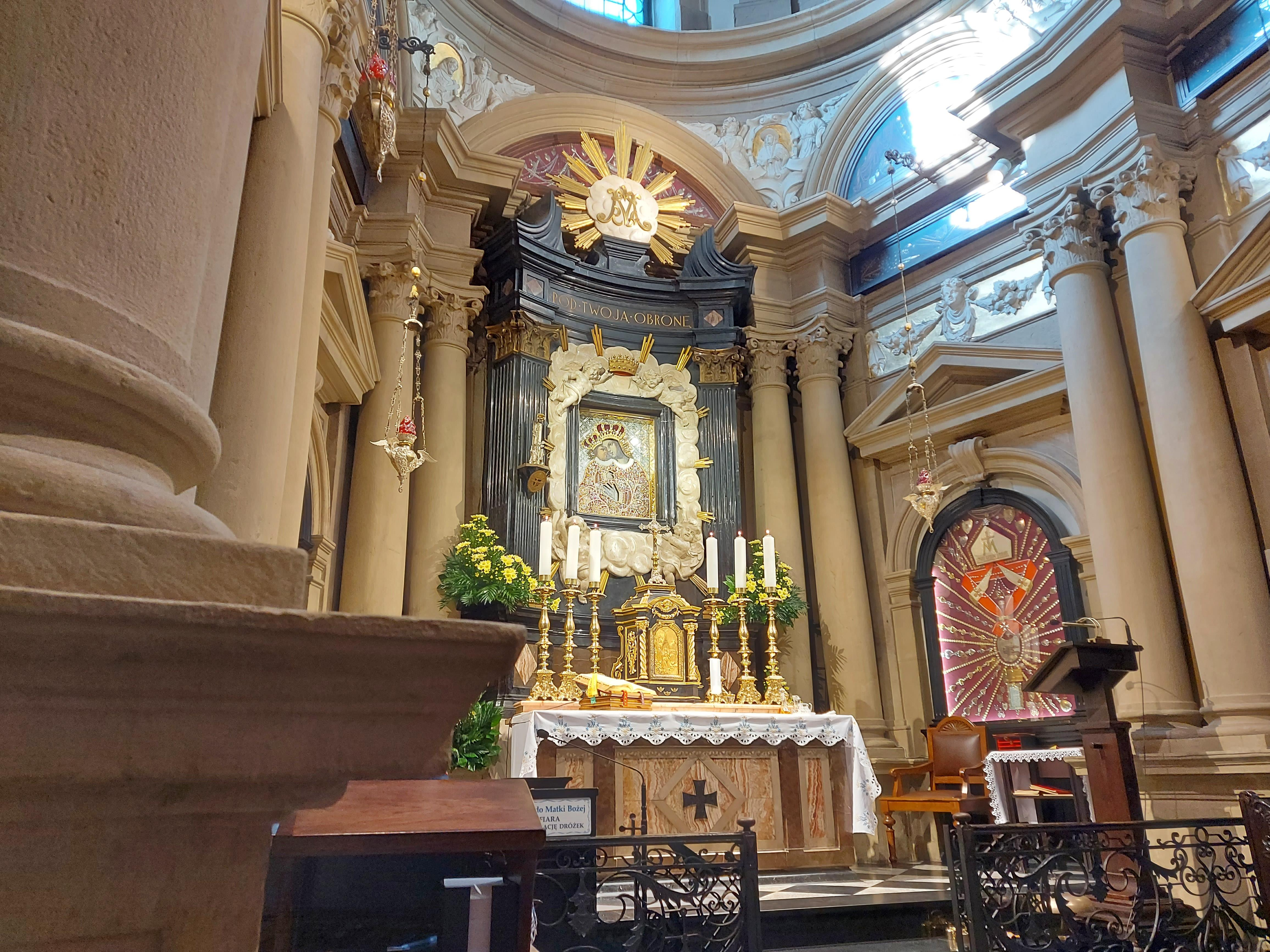
Chapelle axiale du maître-autel avec l'icône de N.-D. de Kalwaria.
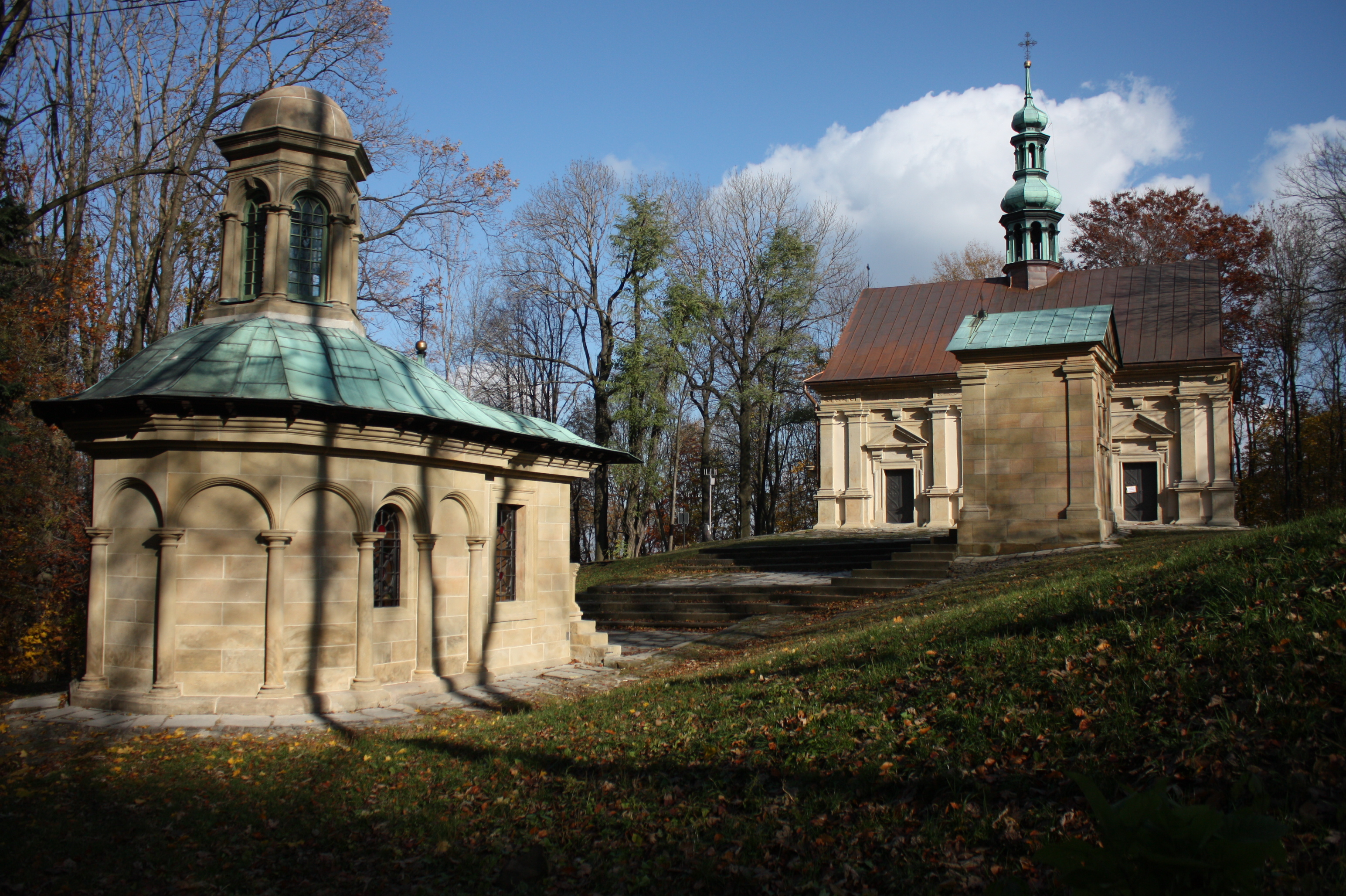
Chapelles de la Crucifixion, de la Déposition et de la Mise au tombeau du Christ.
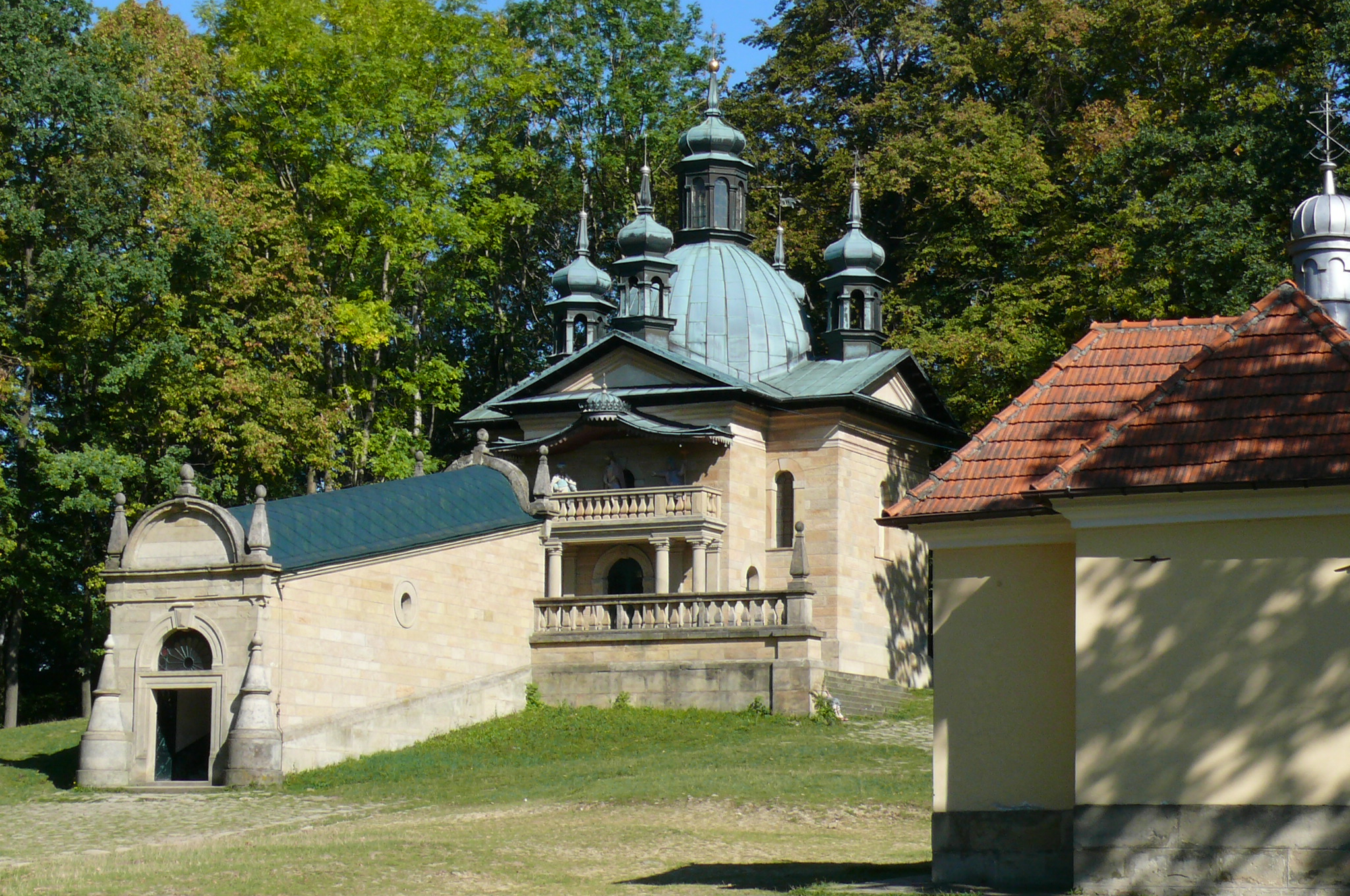
Chapelle de l'Ecce Homo.
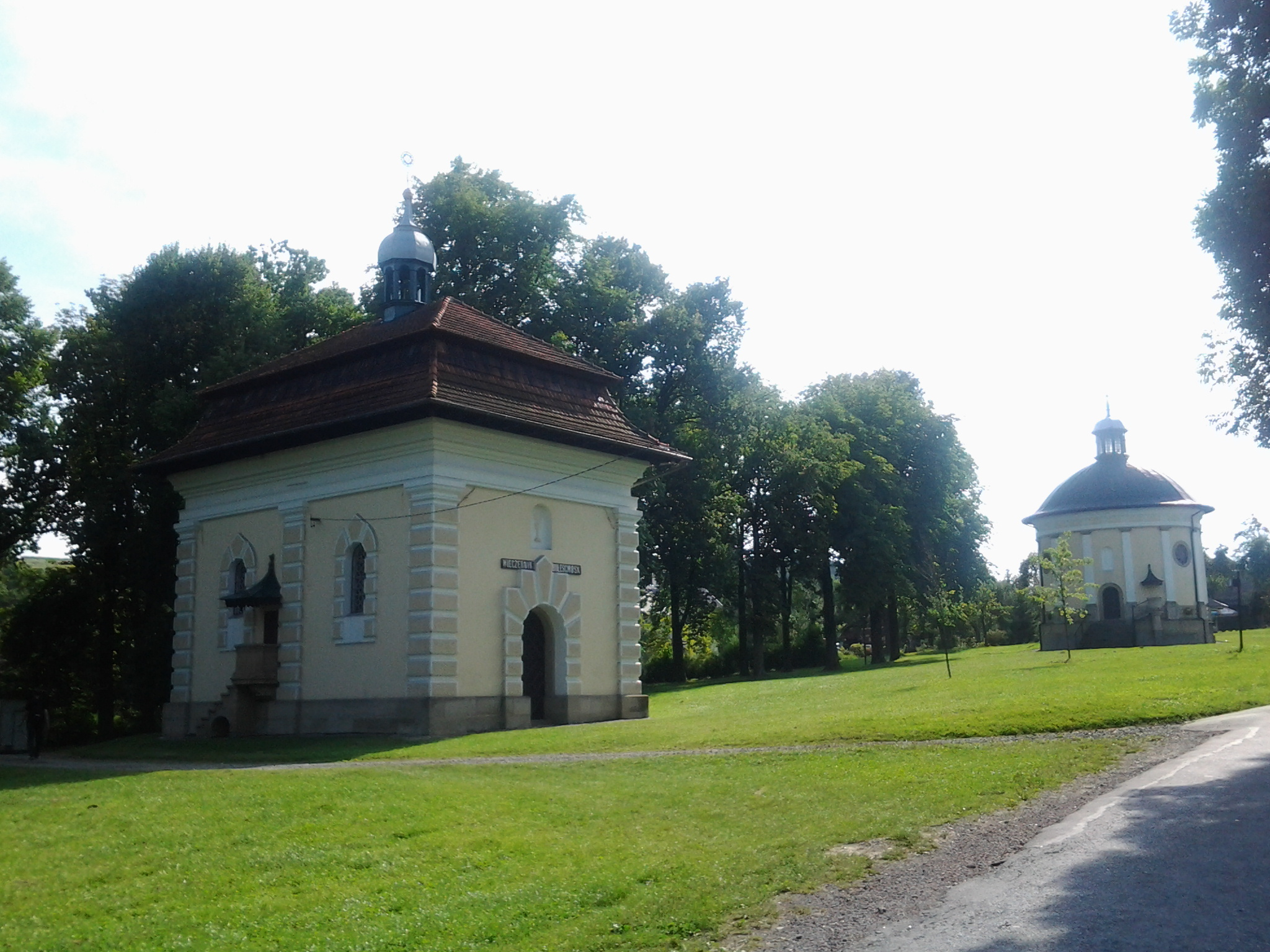
La chapelle de la maison de Caïphe.